# Visopsys
Visopsys é um sistema operativo (sistema operacional, no Brasil), desenvolvido por Andy McLaughlin no seu tempo livre e "a partir do zero" para computadores x86. Começou a ser desenvolvido em 1997 e continua a ser aperfeiçoado até hoje. A última versão lançada é a 0.9.

## Características
- Ambiente gráfico nativo
- Suporte a Fat12/16/32 (ler e gravar) e Ext2/3 (apenas ler)
- Proteção de memória e Memória Virtual
- Suporte aos formatos de imagem JPG, BMP and ICO
- Tratamento de exceção
- Biblioteca nativa em C
- Escalonamento preemptivo e multitarefa